# Kessler Edwards
Kessler Donovan Edwards (Califórnia, 9 de agosto de 2000) é um jogador norte-americano de basquete do Dallas Mavericks da National Basketball Association (NBA).
Ele jogou basquete universitário pela Universidade Pepperdine e foi selecionado pelos Nets como a 44º escolha geral no draft da NBA de 2021.

## Carreira no ensino médio
Edwards jogou basquete pela Etiwanda High School em Rancho Cucamonga, Califórnia. Em seu terceiro ano, ele teve médias de 17 pontos e nove rebotes, sendo selecionado para a Primeira-Equipe da Baseline League. Em seu último ano, Edwards teve médias de 21,3 pontos e 7,3 rebotes e foi nomeado MVP da Baseline League.
Um recruta de três estrelas, ele se comprometeu a jogar basquete universitário na Universidade Pepperdine.

## Carreira universitária
Como calouro em Pepperdine, Edwards teve médias de 10 pontos e 5,6 rebotes. Ele foi selecionado para a Equipe de Novatos da WCC.
Em seu segundo ano, Edwards teve médias de 13,8 pontos e 7,5 rebotes. Ele foi nomeado para a Segunda Equipe da WCC. Em 21 de janeiro de 2021, ele registrou 37 pontos e 11 rebotes em uma vitória de 85-68 sobre o Pacífico. Ele levou Pepperdine ao título do College Basketball Invitational e foi nomeado MVP.
Em seu último ano, Edwards teve médias de 17,2 pontos e 6,8 rebotes, sendo selecionado para a Primeira-Equipe da WCC.
Em 23 de abril de 2021, ele se declarou para o Draft da NBA de 2021, mantendo sua elegibilidade universitária. Mais tarde, ele assinou com o BDA e WME Sports, renunciando a sua elegibilidade restante.

## Carreira profissional
Edwards foi selecionado pelo Brooklyn Nets como a 44ª escolha no draft da NBA de 2021. Ele foi incluído no elenco do Brooklyn Nets na Summer League de 2021.
Em 16 de agosto, ele assinou um contrato de mão dupla com os Nets. Sob os termos do acordo, ele dividiu o tempo entre o Brooklyn e seu afiliado da G-League, o Long Island Nets. Em 10 de abril de 2022, o acordo de Edwards foi promovido a um contrato padrão.
Em 6 de julho de 2022, Edwards assinou um contrato de 2 anos e US$3.5 milhões com os Nets.

## Estatísticas da carreira

### NBA

#### Temporada regular
| Ano     | Equipe   | PJ | PT | MPJ  | AP   | 3P   | LL   | RT  | AS | BR | TO | PPJ |
| ------- | -------- | -- | -- | ---- | ---- | ---- | ---- | --- | -- | -- | -- | --- |
| 2021–22 | Brooklyn | 48 | 23 | 20.6 | .412 | .353 | .842 | 3.6 | .6 | .6 | .5 | 5.9 |

#### Playoffs
| Ano  | Equipe   | PJ | PT | MPJ | AP | 3P | LL | RT | AS | BR | TO | PPJ |
| ---- | -------- | -- | -- | --- | -- | -- | -- | -- | -- | -- | -- | --- |
| 2022 | Brooklyn | 2  | 0  | 3.5 | —  | —  | —  | .0 | .5 | .5 | .0 | .0  |

### Universitário
| Ano      | Equipe     | PJ | PT | MPJ  | AP   | 3P   | LL   | RT  | AS  | BR  | TO  | PPJ  |
| -------- | ---------- | -- | -- | ---- | ---- | ---- | ---- | --- | --- | --- | --- | ---- |
| 2018–19  | Pepperdine | 34 | 27 | 28.8 | .438 | .370 | .694 | 5.4 | 1.0 | 1.1 | 1.0 | 9.8  |
| 2019–20  | Pepperdine | 31 | 31 | 32.7 | .471 | .437 | .761 | 7.4 | 1.5 | .9  | 1.8 | 13.6 |
| 2020–21  | Pepperdine | 27 | 26 | 33.9 | .491 | .378 | .876 | 6.8 | 1.2 | 1.0 | 1.2 | 17.2 |
| Carreira | Carreira   | 92 | 84 | 31.8 | .466 | .395 | .777 | 6.5 | 1.2 | 1.0 | 1.3 | 13.5 |

## Vida pessoal
O irmão mais velho de Edwards, Kameron, jogou basquete universitário em Pepperdine e atualmente joga profissionalmente no Kangoeroes Mechelen da Liga Belga.